# Hymenopenaeus chacei
Hymenopenaeus chacei is een tienpotigensoort uit de familie van de Solenoceridae. De wetenschappelijke naam van de soort is voor het eerst geldig gepubliceerd in 1969 door Crosnier & Forest.